# 沙赫巴兹

居鲁士大帝的纹章（درفش شاه‌باز طلایی），沙赫巴兹

沙赫巴兹（波斯語：‎）是波斯神话中的一只神鸟。外表是雕，体型略大于鹰或隼。在波斯前伊斯兰时代，沙赫巴兹是波斯的国家象征、百鸟之王。据希腊史家色诺芬的叙述，这只鹰被置于阿契美尼德王朝皇家纹章之上，脚踩一支木杆或长枪。作为波斯王权的象征，它在波斯历史和传说中有着重要的地位。英国探险家理查德·弗朗西斯·伯顿推测沙赫巴兹应该是一只苍鹰